# 英格蘭民族主義
英格蘭民族主義是英格蘭人的民族主義。英格蘭民族主義者經常更看重其英格蘭人的身份多於英國人的身份。部分英格蘭民族主義者提倡英格蘭自治，採取的手段包括建立自己的議會以實現權力下放，或從英國獨立。

## 外部連結
- The Campaign for an English Parliament （页面存档备份，存于）
- The English Democrats （页面存档备份，存于）
- England First Party
- We Are The English （页面存档备份，存于）
- Anglo-Saxon Foundation
- English Nationalist Blog （页面存档备份，存于）